# Un juge en danger
Pour plus de détails, voir Fiche technique et Distribution.
Un juge en danger (titre original : Io ho paura) est un film italien réalisé par Damiano Damiani, sorti en 1977.

## Synopsis
Le brigadier de police Graziano est chargé de protéger le juge Cancedda. En effet le juge conduit une instruction  sur un complot d'extrême droite.

## Fiche technique
- Titre original : Io ho paura
- Titre français : Un juge en danger
- Réalisation : Damiano Damiani
- Scénario : Damiano Damiani et Nicola Badalucco
- Photographie : Luigi Kuveiller
- Musique : Riz Ortolani
- Production : Aurelio De Laurentiis et Luigi De Laurentiis
- Pays d'origine : Italie
- Format : Couleurs - 1,85:1
- Genre : Drame, thriller
- Durée : 120 minutes
- Date de sortie : 1977
- Affiche : Cyril Arnstam (France)

## Distribution
- Gian Maria Volonté : Ludovico Graziano
- Erland Josephson : Juge Cancedda
- Mario Adorf : Juge Moser
- Angelica Ippolito : Gloria
- Paola Arduini : Irma Caterini
- Giorgio Cerioni : Major Masseria